# Scattered Ashes - A Decade of Emperial Wrath
Scattered Ashes: A Decade of Emperial Wrath är ett samlingsalbum från 2003 av det norska black metal-bandet Emperor.

## Låtlista
Skiva 1
1. "Curse You All Men!" - 4:41
2. "The Tongue of Fire" - 7:11
3. "The Majesty of the Nightsky" - 4:48
4. "Cosmic Keys to My Creations and Times" - 6:21
5. "Wrath of the Tyrant" - 4:13
6. "The Loss and Curse of Reverence" - 6:10
7. "An Elegy of Icaros" - 6:39
8. "I Am the Black Wizards" - 6:01
9. "Thus Spake the Nightspirit" - 4:20 (live)
10. "Ye Entrancemperium" - 5:14
11. "In the Wordless Chamber" - 5:13
12. "With Strength I Burn" - 8:13
13. "Inno a Satana" - 4:51

Skiva 2
1. "A Fine Day to Die" - 8:26 (Bathory-cover)
2. "Ærie Descent" - 5:59 (Thorns-cover)
3. "Cromlech" - 4:14 (Darkthrone-cover)
4. "Gypsy" - 2:55 (Mercyful Fate-cover)
5. "Funeral Fog" - 5:12 (Mayhem-cover)
6. "I Am" - 5:06
7. "Sworn" - 5:40 (Ulver-remix)
8. "Lord of the Storms" - 2:08
9. "My Empire's Doom" - 4:31
10. "Moon Over Kara-Shehr" - 5:11 (repetition)
11. "The Ancient Queen" - 3:41
12. "Witches Sabbath" - 5:57
13. "In Longing Spirit" - 5:56
14. "Opus a Satana" - 4:19